# Clarksville (Tennessee)
Clarksville é uma cidade localizada no estado americano do Tennessee, no Condado de Montgomery. Foi fundada em 1785, e incorporada em 1808. A cidade foi nomeada em homenagem a George Rogers Clark, um herói da Revolução Americana de 1776.

## Geografia
De acordo com o United States Census Bureau, a cidade tem uma área de 254,5 km², onde 252,8 km² estão cobertos por terra e 1,8 km² por água.

## Demografia
Segundo o censo nacional de 2010, a sua população é de 132 929 habitantes e sua densidade populacional é de 525,9 hab/km². É a quinta cidade mais populosa do Tennessee. Possui 54 815 residências, que resulta em uma densidade de 216,85 residências/km².